# Voldemar Lender

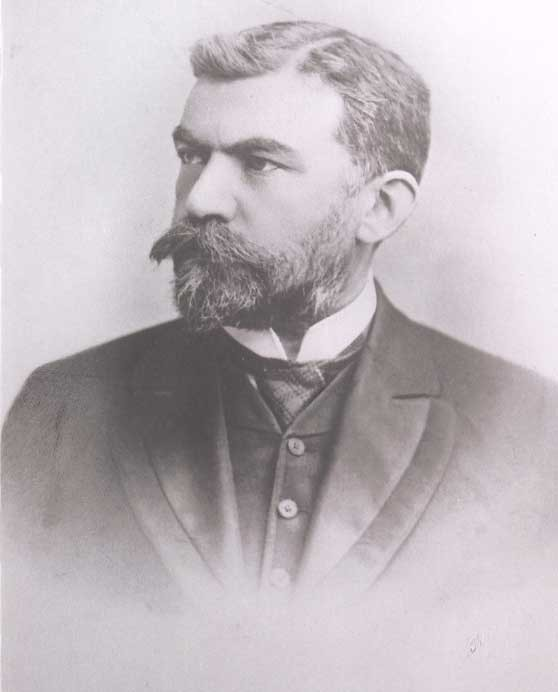
Voldemar Lender

Voldemar Lender (* 6. Februarjul. / 18. Februar 1876greg. in Tallinn; † 30. September 1939 ebenda) war ein estnischer Ingenieur und als Politiker der erste estnische Bürgermeister von Tallinn (1906–1913).

## Leben
Lender machte 1896 in Tallinn Abitur und schloss 1902 das Technologie-Institut in Sankt Petersburg ab. Danach arbeitete er bis 1906 in der Tallinner Waggonbau-Fabrik Dvigatel, wobei er im Zusammenhang mit den Unruhen der Revolution von 1905 kurzzeitig inhaftiert war. Von 1915 bis 1919 wirkte er am Bau der Murmanbahn mit, nach der estnischen Unabhängigkeit war er von 1919 bis 1921 im estnischen Handelsministerium angestellt. Er war einer der Initiatoren des Baus des Tallinner Elektrizitätswerks und in zahlreichen politischen und gesellschaftlichen Institutionen aktiv.
Voldemar Lender war verheiratet mit der Pädagogin Elfriede Lender.

## Politische Karriere
Lender wurde 1904 in den Tallinner Stadtrat gewählt, der mit Erast Hiatsintov zum ersten Mal einen Bürgermeister wählte, der kein Deutsch-Balte war. Im Mai 1906 wählte der Stadtrat dann Lender zum ersten estnischen Bürgermeister, ein Amt, das er über sieben Jahre bekleidete (bis August 1913). In seinen Tätigkeitsbereich fiel auch die Bauabteilung der Stadtverwaltung, sodass Lender verantwortlich für den Ausbau der Stadt in diesen Jahren war.